# زاپیون
زاپیون (یونانی: Ζάππειον Μέγαρο) ساختمانی در باغ ملی یونان در مرکز آتن است.این مکان معمولاً برای مجالس و تشریفات اعم از رسمی و خصوصی استفاده می‌شود.

The Zappeion Hall seen from the south.

## تصاویر

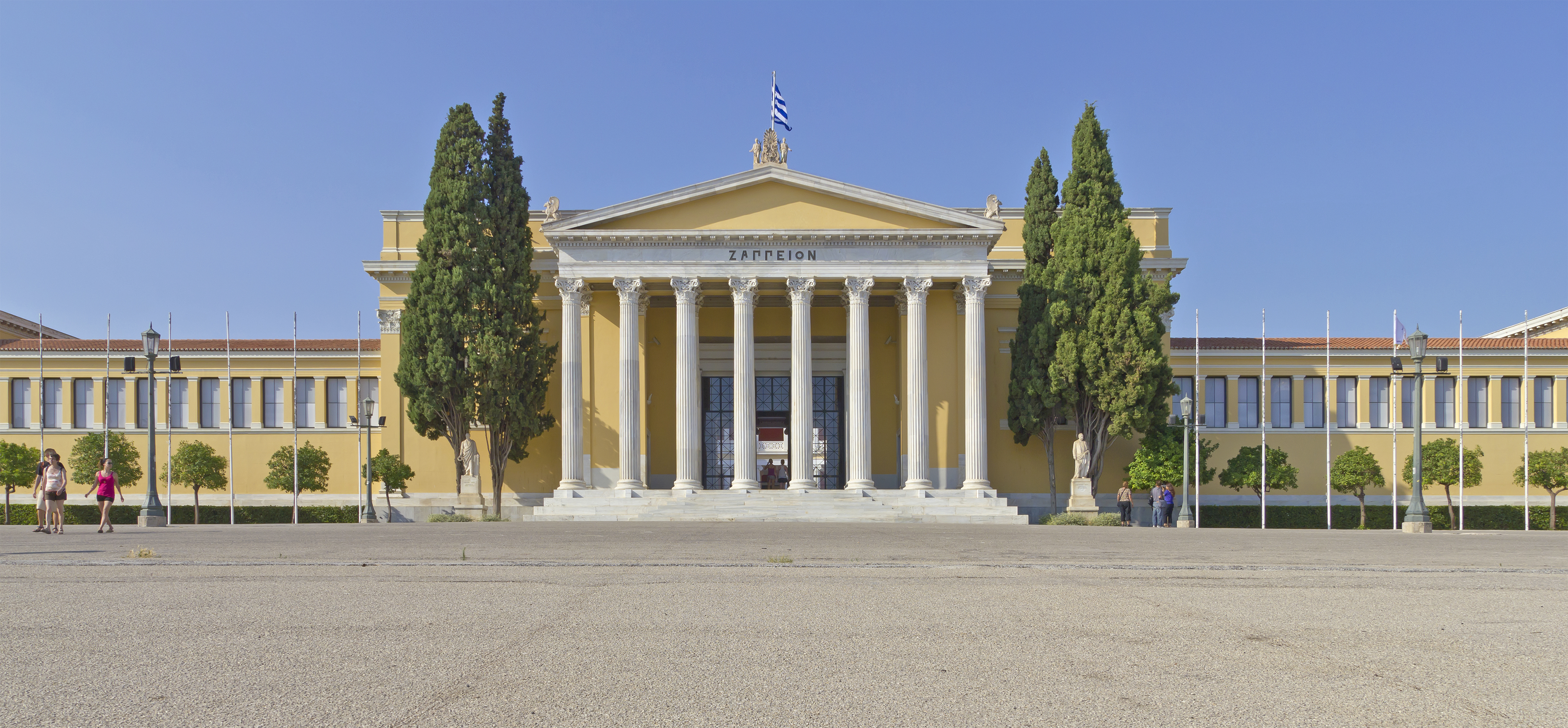
The Zappeion

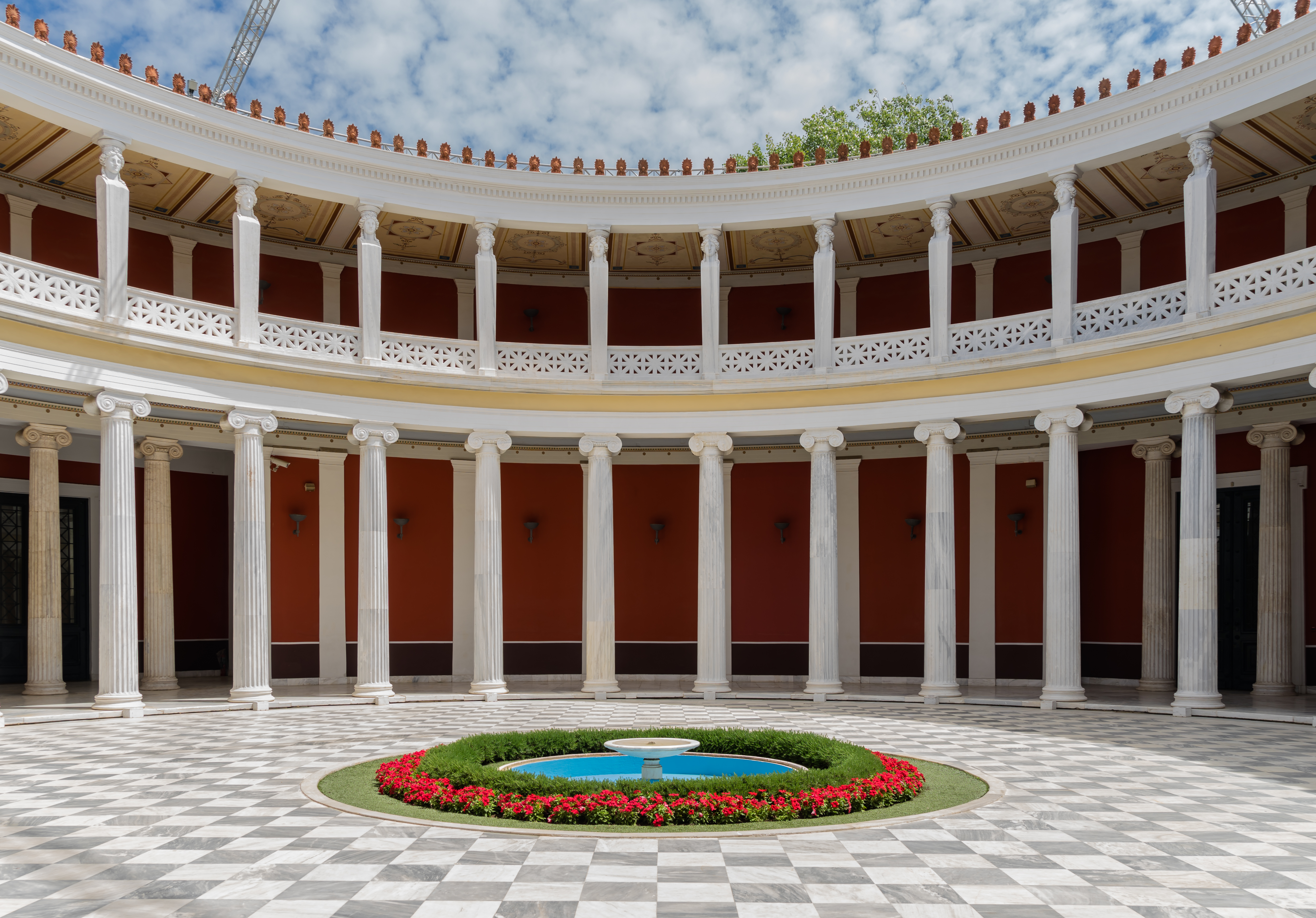
The atrium at the Zappeion convention center

## مجسمه‌ها

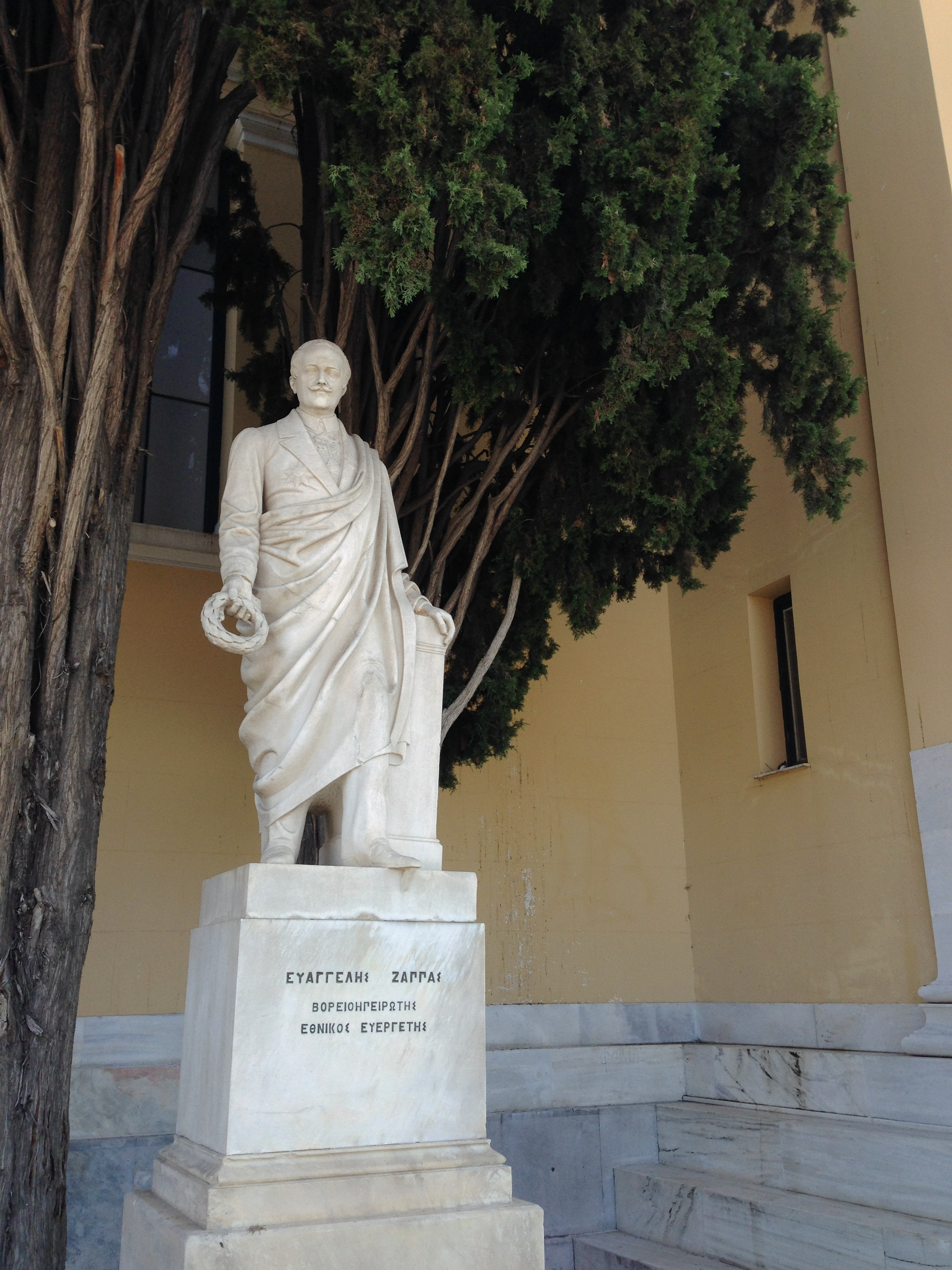
مجسمه Evangelos Zappas ساخته شده توسط Ioannis Kossos
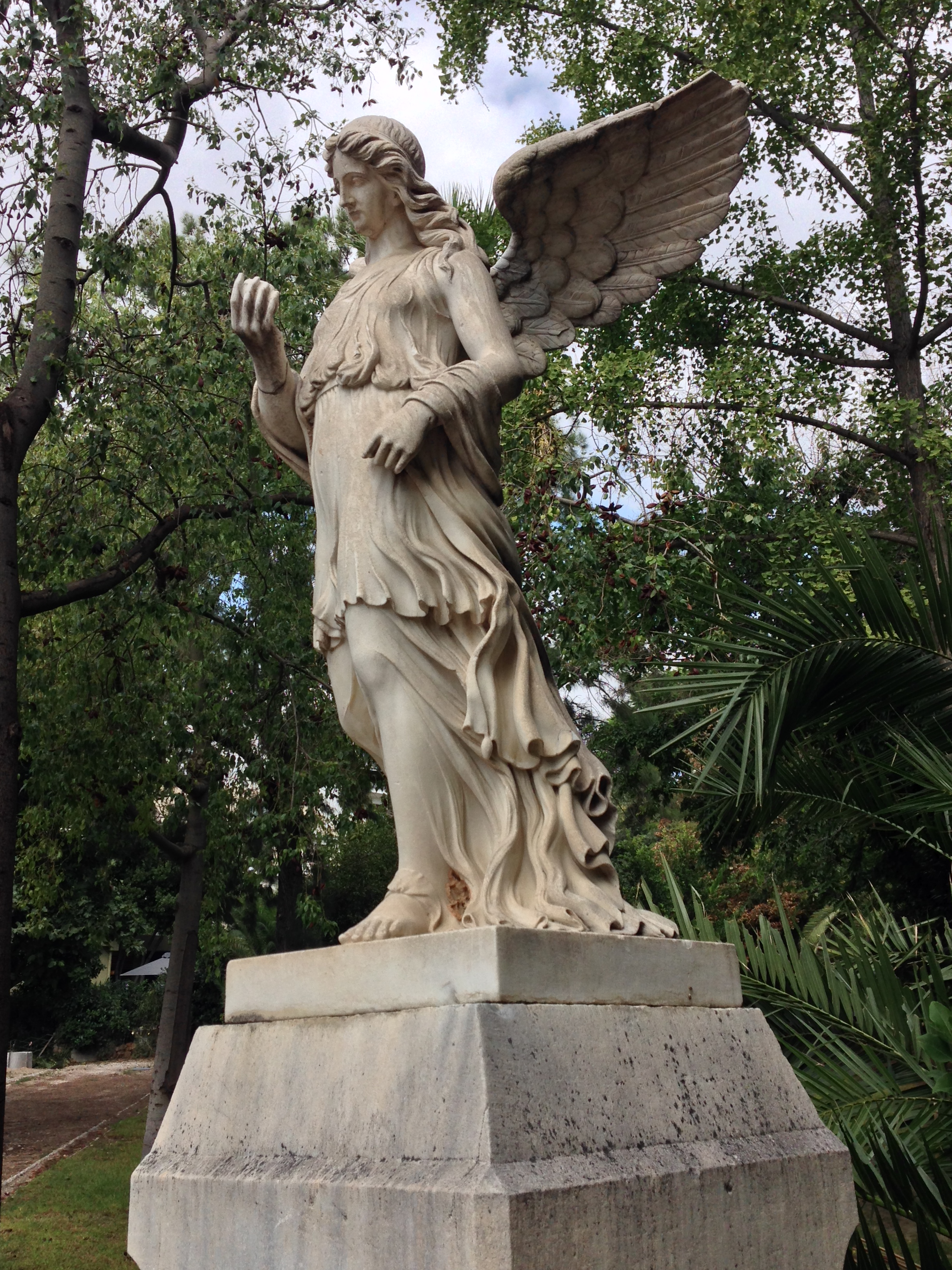
فرشته
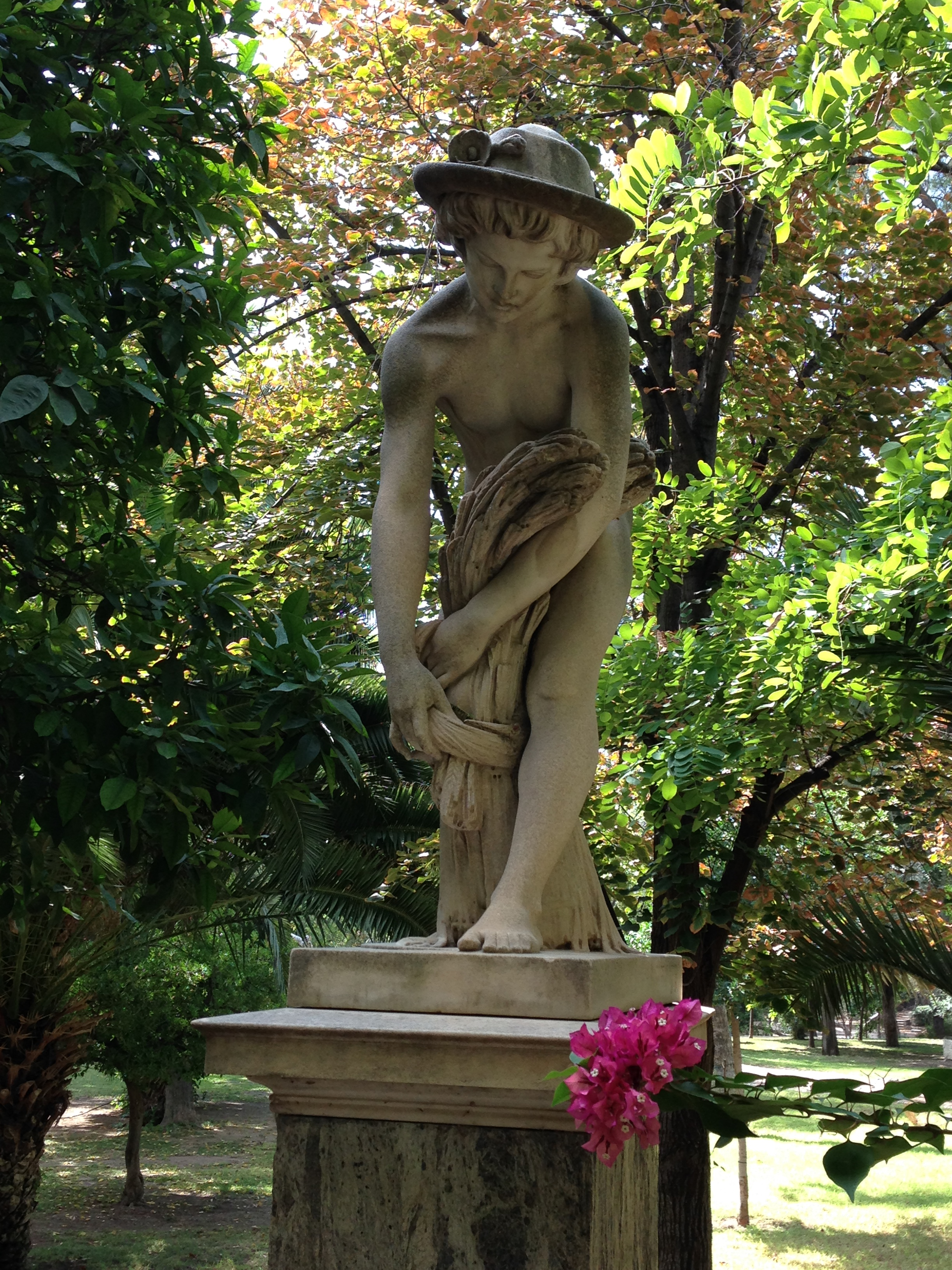
Little mower
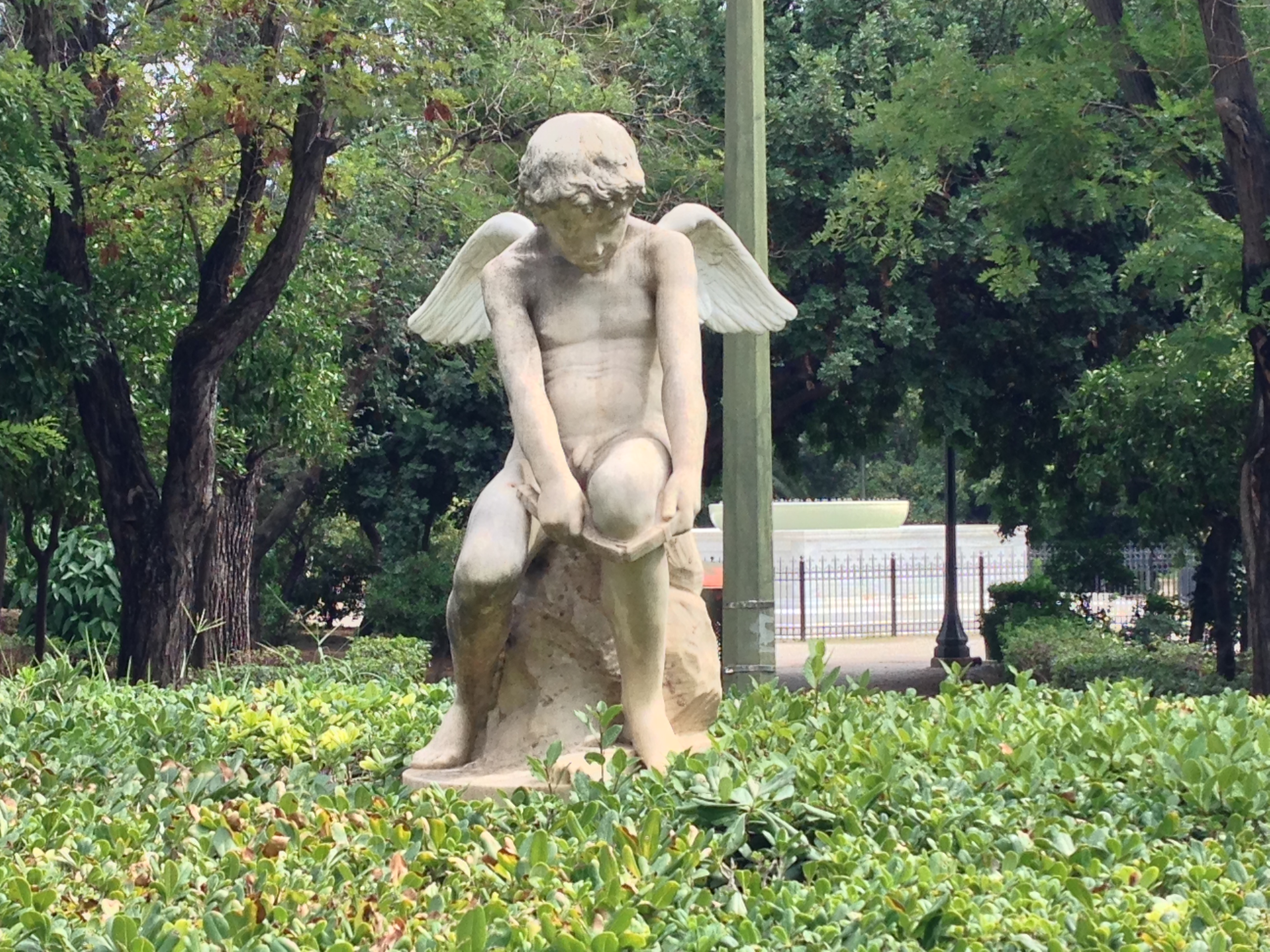
Eros breaking his arc
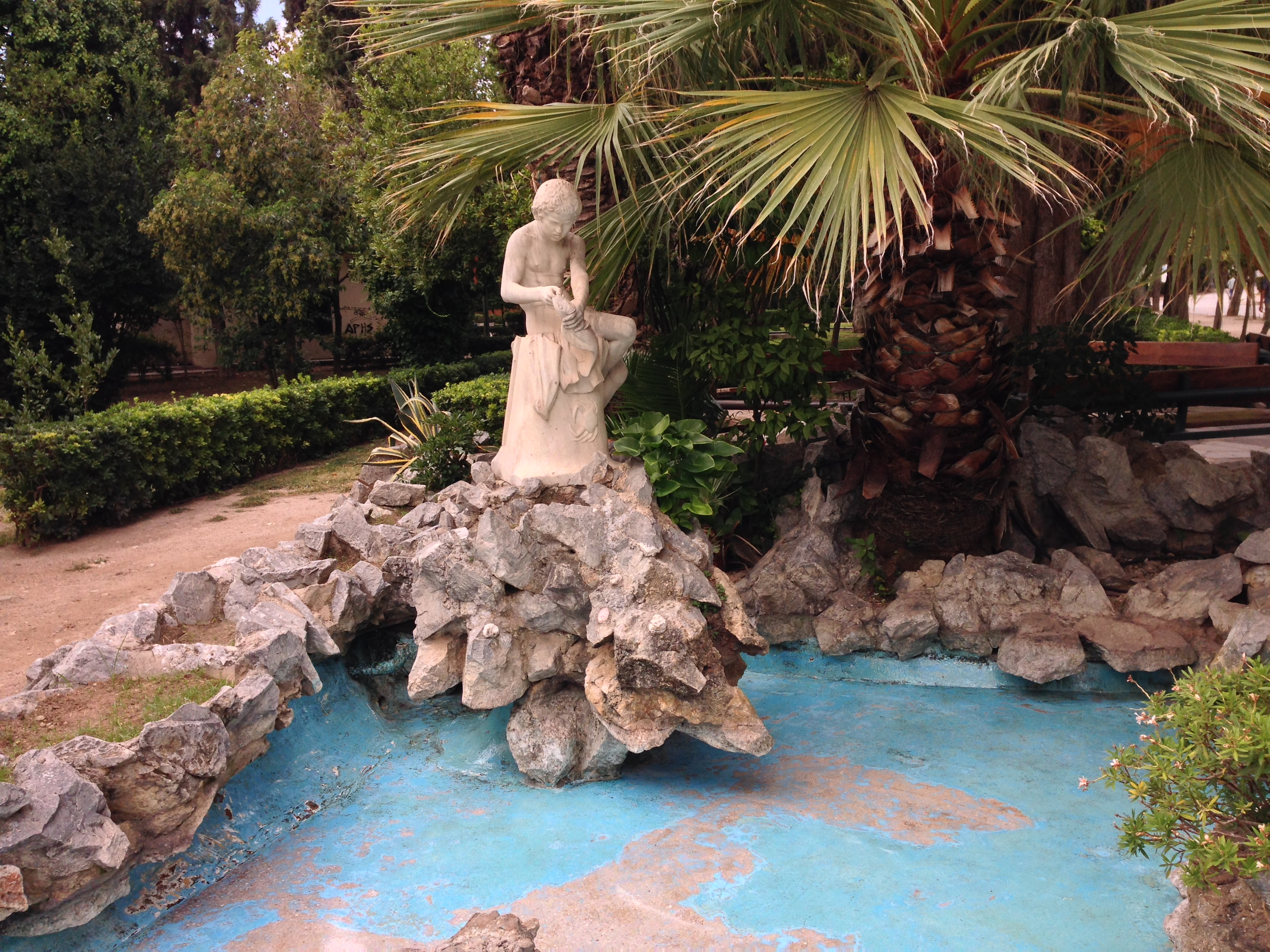
ماهیگیر